# Distretto di Balışeyh
Il distretto di Balışeyh (in turco Balışeyh ilçesi) è uno dei distretti della provincia di Kırıkkale, in Turchia.